# Alter Evangelischer Friedhof (Warschau)

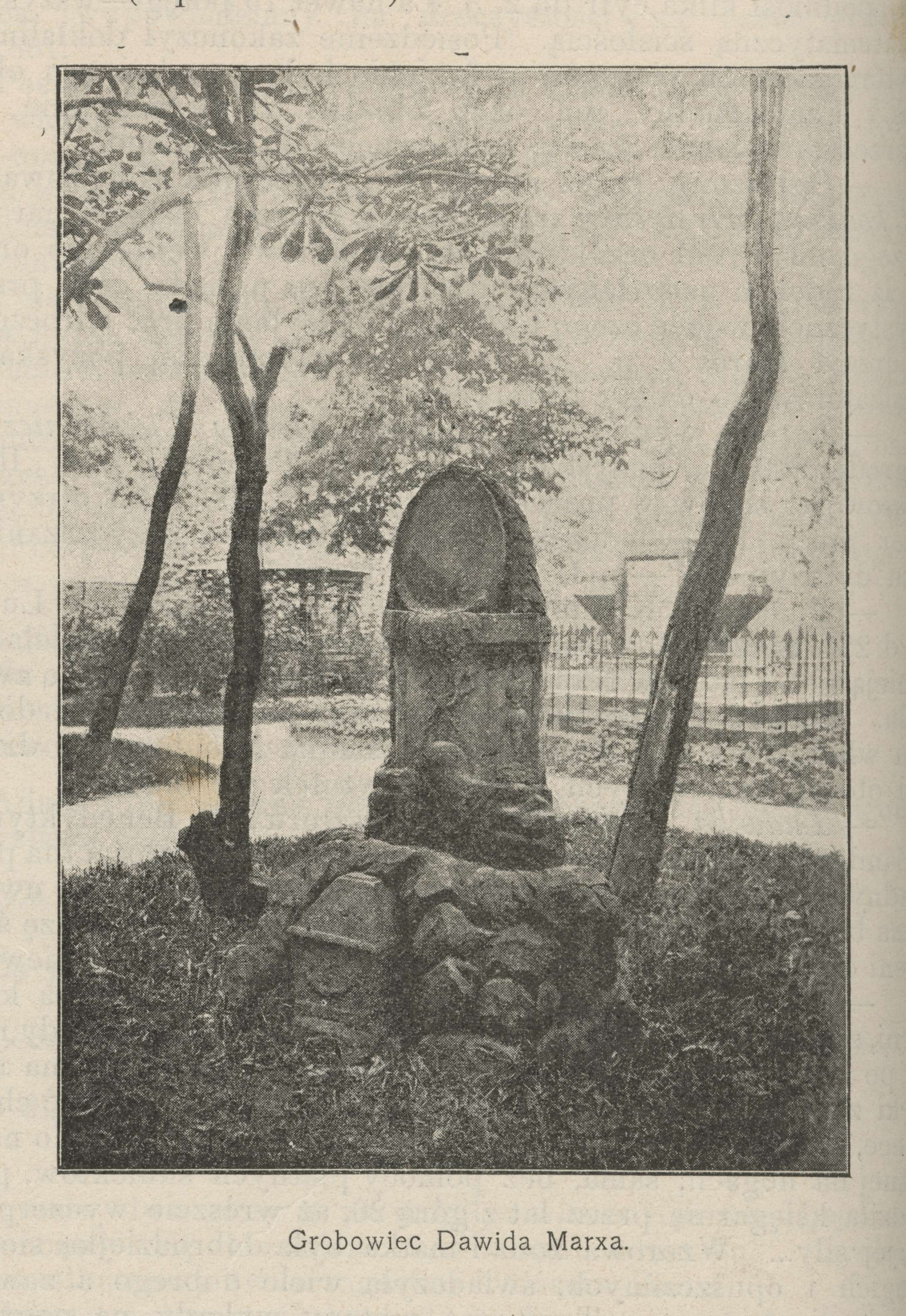
Nicht mehr bestehendes Grabmal des Schneidermeisters Dawid Marx, Fotografie von 1899

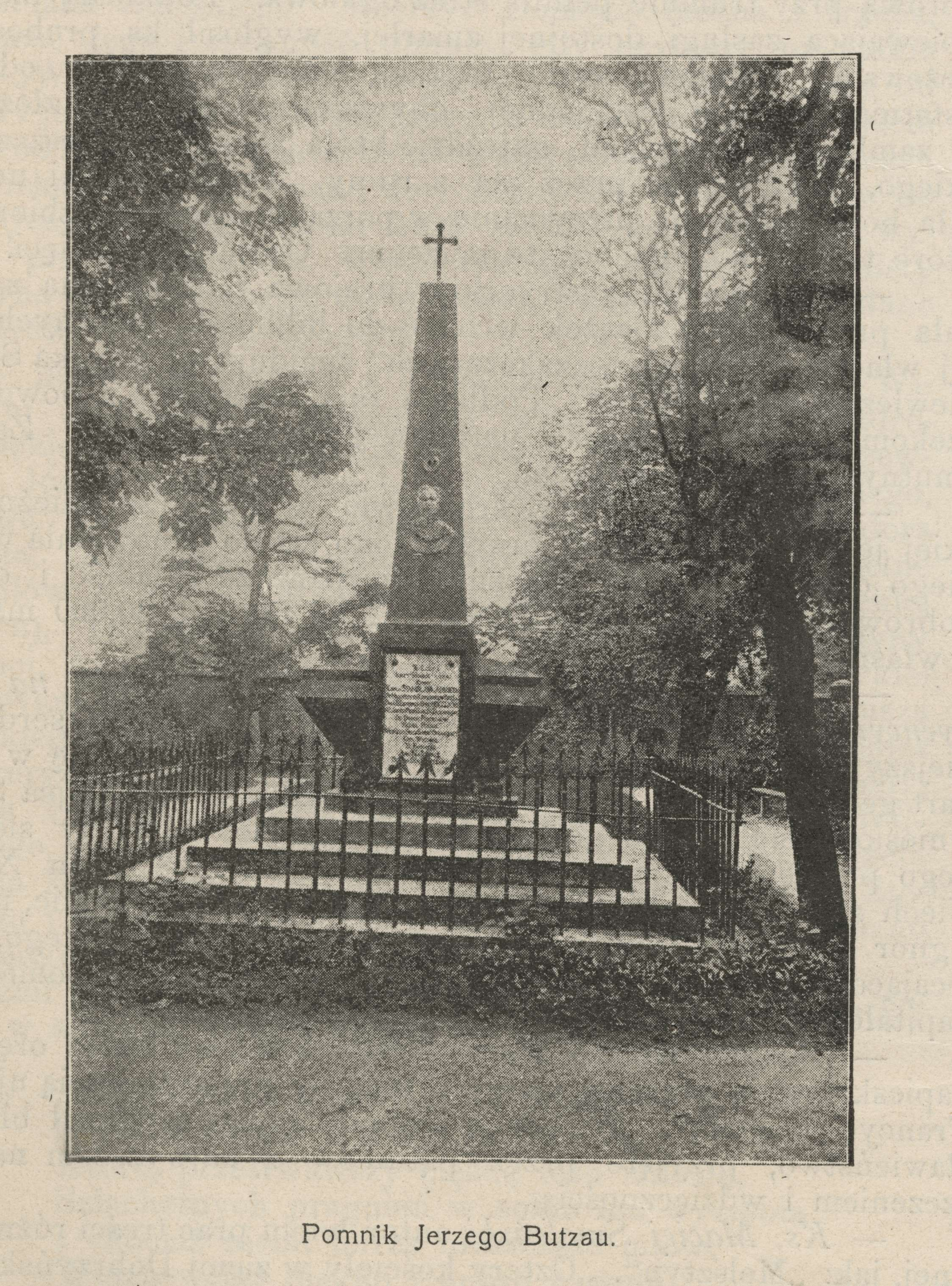
Nicht mehr bestehendes Grabmal des Jerzy Henryk Butzau, Entwurf vermutlich von Ephraim Schröger, Fotografie von 1899
Es trug auf Polnisch und Latein die Inschrift:
Hier ruht Georg Heinrich Butzau, der den König Stanislaus August, als auf diesen durch Mörderfrevel Geschosse zielten, am 3. November 1771 mit dem Schild der eigenen Brust schützte und, von zwei Schüssen durchbohrt, glorreich starb. In Trauer um den Tod seines treuen Untergebenen setzte der König dieses Grabmal, jenem zum Lob, allen anderen zum Vorbild.

Der Alte Evangelische Friedhof in Warschau (polnisch: Stary cmentarz ewangelicki; im Laufe der Zeit auch als Friedhof der Dissidenten, Evangelisch-Augsburgischer Friedhof und Ehemaliger evangelischer Friedhof bezeichnet) war ein bis zum Ende des 18. Jahrhunderts genutzter Bestattungsplatz im heutigen Warschauer Innenstadtdistrikt. Er lag an der nicht mehr existierenden Mylna-Straße,  zwischen den heutigen Straßen Aleja „Solidarności” (früher Leszno-Straße), Nowolipie und Karmelicka. Der Friedhof existiert nicht mehr, die Fläche wurde nach dem Zweiten Weltkrieg mit Wohnblöcken überbaut; er lag hinter einem Gebäude, in dem sich heute die Warschauer Kammeroper befindet, tief im Inneren des Grundstücks in der Aleja „Solidarności” 76a.

## Geschichte
Im Jahr 1525 erließ der im Herzogtum Masowien regierende katholische Fürst Janusz III. ein Dekret, das den Religionswechsel verbot. Ketzern war es auch nicht erlaubt, in der Stadt zu bleiben. Dennoch lebten im 16. Jahrhundert (meist deutschstämmige) Protestanten in Warschau; deren Verstorbene mussten im Geheimen bestattet werden. Zum Teil verbrachten Protestanten ihre verstorbenen Angehörigen ins 80 Kilometer entfernte Węgrów, wo es seit 1632 eine legale evangelische Gemeinde und einen Kirchenfriedhof gab.

### Friedhof
Der erste, noch ungenehmigte Friedhof für „Ungläubige“ (zunächst waren damit allgemein Abweichler vom katholischen Glauben gemeint, später Anhänger des Protestantismus) in Warschau entstand um die Jahreswende 1624/1625. Hier wurden anfangs vorwiegend Epidemieopfer bestattet. 1652 wurde den „Dissidenten“ das „Privilegium“ erteilt, außerhalb der Stadtmauer auf dem Gut Leszno einen Friedhof einzurichten. Die unter Johann II. Kasimir erteilte Erlaubnis richtete sich an „Warschauer Deutsche“. 1733 durfte mit Genehmigung von Bischof Stanisław Józef Hozjusz (1674–1738) auf dem Friedhof ein Kreuz errichtet werden, um das Schänden des Friedhofs zu verhindern. 1760 ließ der deutschstämmige Bankier Piotr Tepper (1713–1794) auf dem Friedhof an der Ecke Karmelicka- und Mylna-Straße Katakomben errichten, die schließlich 60 Särge aufnahmen. Im Jahr 1768 verabschiedete der Sejm die Religionsfreiheit für Dissidenten und hob damit das Dekret des Fürsten Janusz auf. 1779 fand die erste öffentliche protestantische Beerdigung mit Prozession und Gesang statt.
Unter anderem wurden auf dem Friedhof Jerzy Henryk Butzau († 1771), ein Diener des Königs Stanisław August Poniatowski, der Schneidermeister Dawid Marx (1706–1780), ein Oberstleutnant d'Allan († 1768) der litauischen Garde und der General Krystyan Lucyusz Lettow († 1770) beigesetzt.
Seit 1754 teilten sich die beiden protestantischen Konfessionen (evangelisch-lutherische und evangelisch-reformierte Kirche; die Anhänger der letzteren wurden als Calvinisten bezeichnet) die Friedhofsverwaltung und -finanzierung. Das Friedhofskassenbuch sollte von nun an abwechselnd von Vertretern beider Konfessionen geführt werden – von den Lutheranern je vier Jahre, von den Calvinisten je zwei Jahre. Ende der 1770er Jahre kam es zu Auseinandersetzungen zwischen den beiden Gemeinden und zu Beginn der 1780er Jahre entzogen die Lutheraner den Calvinisten die Friedhofsverwaltung. Die Streitigkeiten hielten bis zur Schließung des Friedhofs an. Die wurde durch einen Warschauer Erlass eingeleitet – aus Hygienegründen wurde die Bestattung von Toten innerhalb der Stadt verboten. In Folge erwarben die Vorstände der beiden evangelischen Gemeinden im Jahr 1792 ein später geteiltes Grundstück, das sich an der heutigen Młynarska-Straße auf dem Gelände des damaligen Dorfes Wielka Wola befindet, heute Teil des Warschauer Stadtdistrikts Wola.
Die letzte Bestattung auf dem alten Friedhof an der Mylna fand 1792 statt. Der ungenutzte Friedhof verwahrloste in den folgenden Jahrzehnten. Auch aufgrund der Zerstörungen während der deutschen Besatzungszeit von 1939 bis 1945 blieb bis 1955 nur ein Grabstein erhalten: Jerzy Henryk Butzau (auch: Bützau) war hier bestattet worden, nachdem er 1771 bei dem Versuch von Bar-Konföderierten, seinen Herrn, Stanisław August Poniatowski, zu entführen, getötet worden war.
Nach dem Krieg wurde 1949 auf dem Gelände des ehemaligen Friedhofs die Wohnsiedlung Muranów errichtet. Heute ist vom ersten Friedhof für Nichtkatholiken in Warschau keine Spur mehr vorhanden. Auf dem immer wieder erweiterten Friedhofsgelände waren ab dem 18. bis zum 20. Jahrhundert allerdings auch eine Kirche und ein Krankenhaus errichtet worden. Das umgewidmete Kirchengebäude existiert noch.

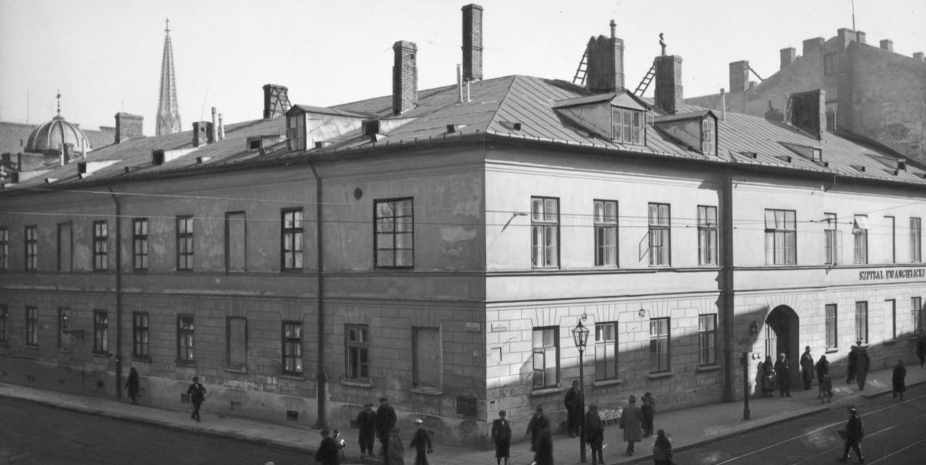
Das evangelische Krankenhaus im Jahr 1932; es wurde im Zweiten Weltkrieg zerstört

### Krankenhaus
1736 war nach einer Erweiterung des Friedhofgrundstücks ein hölzernes Gebäude errichtet worden, in dem der Totengräber lebte und in dem reisende oder kranke Protestanten aufgenommen wurden. Über den 1760 errichteten danebenliegenden Katakomben wurden weitere Krankenzimmer eingerichtet. Aus dieser Einrichtung entstand ein evangelisches Krankenhaus. In den Jahren 1766 und 1785 wurden weitere Gebäude auf dem Friedhofsgrundstück errichtet.
Nach der Auflösung des Friedhofs 1792 kamen weitere Anbauten hinzu – 1837 ein Gebäudeflügel entlang der Mylna-Straße und 1893 ein weiterer Anbau, der auch eine Kapelle enthielt. Spätestens zu diesem Zeitpunkt wurden bis dahin noch vorhandene Grabsteine des Friedhofs entfernt.

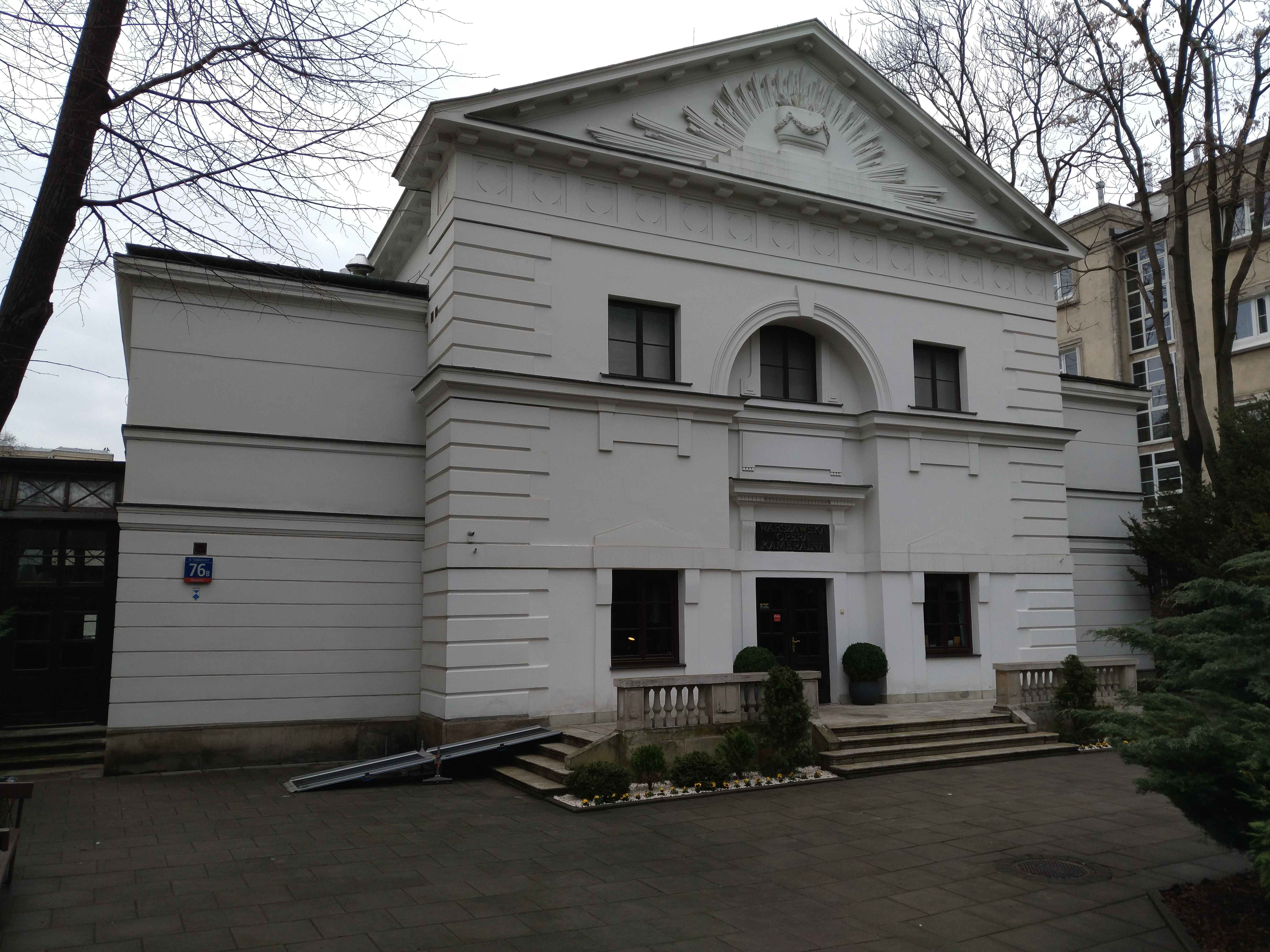
Das heute von der 1961 gegründeten Warschauer Kammeroper genutzte frühere Kirchengebäude

### Kirche
Aufgrund des Privilegs von König Stanisław August vom 17. März 1777 wurde am 23. März desselben Jahres auf dem Friedhof eine evangelisch-reformierte Kapelle geweiht. Ein zuvor erworbenes Gebäude hatte Simon Gottlieb Zug für sakrale Zwecke umgebaut. Das Gebäude wurde bis 1880 als Kirche genutzt, bis ein Neubau in der Leszno-Straße nach dem Entwurf von Adolf Loewe fertiggestellt worden war.
Die ehemalige Kapelle wurde nach Profanierung Sitz verschiedener Institutionen. Sie wurde 1944 zerstört und in den Jahren 1948 bis 1950 wieder aufgebaut. Zunächst nutzte das Studentische Satiriker-Theater (STS) das Gebäude, seit dem 15. Oktober 1986 ist es der Sitz der Warschauer Kammeroper. Das Gebäude wurde in das Denkmalregister der Stadt Warschau eingetragen.